# ハンス・エルンスト・カール・フォン・ツィーテン

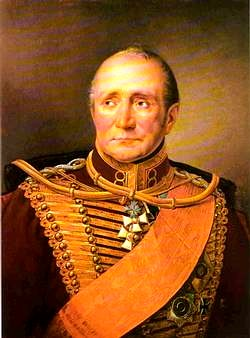
ハンス・エルンスト・カール・フォン・ツィーテンの肖像画。フランツ・クリューガーの作品。

ハンス・エルンスト・カール・フォン・ツィーテン（Hans Ernst Karl von Zieten、1770年3月5日、デヒトウ - 1848年5月3日、バート・ヴァルムブルン）は、プロイセン王国の軍人、伯爵。最終的に元帥まで昇進した。

## 生涯

### 出自
ハンス・エルンスト・カールは「ツィーテン」を名乗るフザール部隊の将軍の内、二番目に著名となった人物である。フリードリヒ大王の時代の騎兵大将、ハンス・ヨアヒム・フォン・ツィーテン（「藪から出たツィーテン」と呼ばれた）との血縁関係はない。
ハンス・エルンストはデヒトウの領主、ハンス・ディートリヒ・フォン・ツィーテン（1739年-1798年）とメラー家出身の妻、シャルロッテ・ゾフィー・マルガレーテの息子として生まれた。

### 軍歴
フリードリヒ大王の治世に、士官候補生として近衛連隊に採用されると、ツィーテンは1789年に少尉に任官した。1793年には副官としてカルクロイト中将に仕える。騎手としての能力を買われ、1793年には騎兵大尉、1799年には副監査官に任じられるとその翌年、少佐に昇進した。そして1807年、フリートラントの戦いの後に中佐に任じられている。
ナポレオン戦争の間に、ツィーテンは騎兵指揮官、そして部隊長として実績を挙げる。その軍事的な成功は1809年2月18日、大佐への抜擢に繋がった。またシャルンホルストの提案により、「騎兵の教練規定を廃止する委員会」の一員となっている。1813年3月20日に少将に昇進すると、プレースヴィッツの休戦を控えた5月26日、ハイナウ近郊でフランスのメゾン将軍を誘引して打ち破り、連合軍部隊のバウツェンからリーグニッツへの撤退を助けたのである。この軍功により、彼は第一級鉄十字章を授かった。続いて12月9日、中将に昇進する。
1814年のフランス国内における戦闘の中、ツィーテンはランの戦いで敵軍を迂回し、勝利の一因を作った。この戦いで鹵獲された大砲や、弾薬を運ぶ荷車のほとんどは彼の騎兵中隊が奪ってきた物であった。
ワーテルローの戦いが生起した1815年6月18日、ツィーテンはウェリントン公に戦いの流れを決定する援助の一つをもたらした。午後になるとフランス軍は猛烈な攻勢に入り、イギリス軍の左翼は激しく圧迫される。ツィーテンはブリュッヒャー元帥から停止命令を受けていたが、ウェリントン公の参謀本部に勤めていたミュフリンク少将の説得力に富む助言により翻意し、戦いへの介入を決意した。これはフランス軍を恐慌状態に陥れ、戦闘の勝利に貢献した。またパリ入城に際し、最終的に重要な影響を及ぼしたのは6月20日、ツィーテン中将の騎兵中隊がイシーで挙げた勝利である。
グナイゼナウとツィーテンはある時期、緊張した関係にあった。それだけに意義深いのは、ツィーテンの性格に対するグナイゼナウの評価である。
プロイセン側の占領軍総司令官としてツィーテンは、なおも3年間フランスに留まった。1817年になると伯爵の位を授かり、25,000ターラーを贈られている。1824年に第4フザール連隊の連隊長に就任すると、1825年6月16日には騎兵大将に昇進した。
1839年に退役を要請し、それに伴って元帥に昇進した後もツィーテンは騎兵科の重鎮として様々な問題について相談を受け、その専門的な意見を尊重された。1848年5月3日、滞在中のシレジアの温泉保養地ヴァルムブルンで亡くなった。

## 栄典
自身の功績に対し、ツィーテンはたびたび表彰されている。
- 1792年12月5日： プール・ル・メリット勲章
- 1813年：一級鉄十字章
- 1813年： 柏葉付プール・ル・メリット勲章 - ドレスデンの戦いでの戦功に対して
- 1814年： 赤鷲勲章（英語版）一等
- 1816年： 戦功勲章（英語版）（フランス王国）
- 1817年：伯爵
- 1819年： バス勲章ナイト・グランドクロス（イギリス）[2]
- 1829年： 聖アレクサンドル・ネフスキー勲章（ロシア帝国）
- 1830年： 聖シュテファン勲章（英語版）大十字章（オーストリア帝国）
- 1835年5月26日： ダイヤモンド付黒鷲勲章 - 勤続50周年を祝して
- 1835年： 聖アンドレイ勲章（英語版）(ロシア帝国)
- 1844年7月18日：金王冠付プール・ル・メリット勲章

## 家族
ツィーテンは1797年1月31日、ベルロ＝ズイス伯女ヨゼフィーネ（1776年-1814年）と結婚した。夫婦には三人の子女が生まれている。
- ヨゼフィーネ・クレメンティーネ（1799年10月23日-1862年2月24日）-1821年5月5日にプロイセン王国の侍従 (Kammerherr) でマイヴァルダウの領主、シャフゴッチュ (Schaffgotsch) 伯レオポルト・クリスティアン・ゴットハルト（1864年10月19日没）と結婚。
- レオポルト・カール (1802年5月23日-1870年5月19日）-枢密院議員および郡長。
シャフゴッチュ伯女エルネスティーネ・ヘートヴィヒ（1805年1月12日-1846年7月31日）と結婚。
1849年7月9日、ビロン・フォン・クールラント家に嫁いで寡婦となっていたリッペ＝ビースターフェルト (Lippe-Biesterfeld) 伯女アグネス・ユリアーネ・ヘンリエッテ・エルネスティーネ（1810年4月30日-1887年4月21日）と再婚。
- アドリアン・ハンス（1803年11月13日-1849年2月3日）- 近衛胸甲騎兵連隊の大尉。ホルンハウゼン家のシューレンブルク (de:Schulenburg) 伯女アマーリエ（1807年1月26日-1853年4月14日）と結婚。